# Jules Vannérus
Lucien-Jules Vannérus, né le 2 janvier 1874 à Diekirch (Grand-Duché de Luxembourg), et mort le 25 janvier 1970 à Bruxelles (Belgique), est un archiviste, historien et toponymiste belge d'origine luxembourgeoise. 

## Biographie

### Contexte familial
Jules Vannérus est issu d'une famille de notables de Diekirch, composée de magistrats, de notaires et d'administrateurs, de longue tradition érudite,. Leur patronyme Vannérus représente une francisation partielle de Wannérus, forme latinisée de Wagner,. Ses parents sont François-Ernest Vannérus (1830-1908), docteur en droit, conseiller communal de Diekirch et député, et Marie-Rosine Le Jeune, née à Arlon. Ces derniers quittent le Luxembourg vers 1877 pour s'installer à Bruxelles.

### Études, formation et carrière
Jules Vannérus fait toutes ses études à Bruxelles. D'abord intéressé par la médecine, il étudie trois ans cette discipline à l'Université libre de Bruxelles avant de se tourner définitivement vers l'histoire, et obtient le 3 avril 1896 le diplôme de candidat archiviste. Ayant opté pour la nationalité belge, comme il était possible aux Grand-Ducaux de le faire jusqu'en 1914, il est nommé archiviste aux Archives de l'État à Mons; il devient conservateur-adjoint aux Archives de l'État à Anvers le 15 mai 1900, puis conservateur le 27 février 1905. Il occupe cette fonction jusqu'en 1913 puis est mis en disponibilité pour motif de santé jusqu'en 1919, date à laquelle il obtient sa démission honorable, en conservant le titre de Conservateur honoraire des Archives de l'État.
Le 1er septembre 1920, sa connaissance parfaite de l'allemand lui fait obtenir le poste de Conservateur de la Commission des archives de la guerre, où son rôle se révèle prépondérant,. Il occupe cette nouvelle fonction jusqu'au 15 mai 1928, date à laquelle ces archives particulières sont rattachées aux Archives générales du Royaume dont il devient un membre du Comité directeur.
La création de l'Academia Belgica à Rome en avril 1939 marque le dernier tournant de la carrière administrative de Jules Vannérus, qui en devient le premier directeur le 1er octobre 1939. En raison du début de la Seconde Guerre mondiale, l'Académie est contrainte de cesser toute activité. Vannérus et son épouse, après bon nombre de tracasseries administratives, reviennent en Belgique. L'archiviste, alors âgé de 66 ans, cesse toute activité professionnelle et consacre le reste de son existence à la recherche dans son hôtel de l'avenue Ernestine à Ixelles ou dans sa propriété du Fawetay à Spa.

### L'œuvre
La majeure partie des publications scientifiques de Jules Vannérus est consacrée au territoire de l'ancien comté puis duché du Luxembourg, bien plus vaste que l'actuel pays de ce nom. Peu enclin aux synthèses, il explore ce territoire historique, de l'époque romaine à la fin de l'Ancien Régime, par le biais de sujets précis. Son approche est avant tout historique, mais il fait également usage, avec une rare maîtrise, de disciplines aussi spécialisées que la philologie romane et germanique, la toponymie, l'anthroponymie, la paléographie, la numismatique, la sigillographie, l'héraldique, l'archéologie, la généalogie, la géographie historique, le folklore, etc..

## Publications
Les publications de Jules Vannérus sont si nombreuses (près de 500 références) que nous ne citons ci-dessous que les plus marquantes. Voir les indications bibliographiques ci-dessous pour un inventaire (presque) complet.

### Articles
- « Le siège de Luxembourg de 1684. Relation du gouverneur, le prince de Chimay », publiée d'après le manuscrit original, Publications de la section historique de l'Institut Grand-Ducal de Luxembourg, t. 45, 1896, p. 16-65.
- « Le livre de justice de Bastogne de 1481 à 1499 », Annales de l'Institut archéologique du Luxembourg, Arlon : 1re partie, t. 32, 1897, p. 91-160; 2e partie, t. 33, 1898, p. 173-246; 3e partie, t. 34, 1899, p. 197-242.
- « Les comptes luxembourgeois du XIVe siècle. Compte rendu par le cellerier de Luxembourg du 1er août 1380 au 1er octobre 1381, Ons Hemecht, Luxembourg, t. 4 (1898) et t. 5 (1899), passim. — Tiré-à-part de 51 p.